# Bryce Larkin
Bryce Larkin szereplő a Chuck című sorozatban, amely az NBC csatornán indult 2007-ben. Bryce inkább alkalmi szereplőnek tekinthető, mivel az első epizód és a második évad között csak két epizódban szerepelt és az egyikben ráadásul csak a végén néhány másodpercben. Ennek ellenére mégis fontos szereplő, mert ő küldi el a kormánytitkokkal teli e-mailt Chuck Bartowski-nak. A sorozatban Matthew Bomer színész alakítja.

## Személyiség
Bryce a sorozatban egy meghatározó személyiség és nem csak azért, mert tőle indul az egész történet, hanem mert Chuckkal egyetemben ő is harcol Sarah Walker kegyeiért. Bryce mellett mindig háttérbe szorul Chuck. Ez főleg azért lehet, mert míg Bryce igazi kém, addig Chuck egy „értéktárgy”, akit mindig meg kell védeni. Bryce-ról még lehet tudni azt is, hogy jó a különféle harcművészetekben, de látható a sorozatban, hogy a pisztollyal is jól bánik. Bryce általában a magabiztosság és az elszántság jellemzi.

## Sorozat
Bryce története ott kezdődik, ahol Chucké. A Stanford Egyetemen barátokat és ügynököket szerveznek be a CIA-ba. Bryce beépült, ám előtte elintézte, hogy Chuck-ot kirúgják, mert nem akarta, hogy ügynök legyen. Évekkel később csatlakozott egy titkos kormányszervhez, a Fulcrumhoz, de rájött, hogy el akarják pusztítani az Intersectet, amely rengeteg kormány titkot tartalmazott, így úgy döntött, megelőzi őket és ellopta az adatokat, majd felrobbantotta a szuper számítógépet. Menekülés közben találkozott John Casey-vel, aki lelőtte. Mikor meg érkeztek a Fulcrum emberei, Bryce azt hazudta, hogy ő látta a képeket, pedig elküldte Chucknak, aki megnézte őket. A hazugságnak köszönhetően megmentették. Persze a CIA ez alatt kettős kémként árulónak tartotta Bryce Larkint. De miután rátaláltak egy konténerben, Bryce elmagyarázta a CIA embereinek a történteket, és újra munkába állt. A Fulcrum emberei után kezdett el nyomozni.

## Külső hivatkozások
- IMDb (Adatlapja) Archiválva 2010. július 24-i dátummal a Wayback Machine-ben